# Chagrin Falls
Chagrin Falls ist ein Village im Cuyahoga County, Ohio. Chagrin Falls gehört zu den Vorstädten von Cleveland im Nordosten von Ohio. Das Dorf wurde um einen natürlichen Wasserfall des Chagrin Rivers gegründet. Bei Volkszählung im Jahr der 2000 betrug die Einwohnerzahl 4024.

## Geschichte
Das Gemeindegebiet wurde 1844 auf drei Townships in zwei Countys errichtet. Das benachbarte Chagrin Falls Township wurde 1845 gegründet.

## Bildung
Die Schulen in Chagrin Falls gehören zum Chagrin Falls Exempted Village School District. Dieser Schulbehörde unterstehen nicht nur die öffentlichen Schulen in Chagrin Falls, sondern auch in den Gemeinden South Russell und Bentleyville sowie in einem Teil der Gemeinde Moreland Hills, im Bainbridge Township und im Russell Township.
2006 wurde der Chagrin Falls School District zum sechsten Mal in Folge von der Zeitschrift Newsweek als „excellent“  gelistet. 2008 gehörte die Chagrin Falls High School zu den Top 100 High Schools des Landes.

## Kultur
Das Chagrin Valley Little Theatre ist eines der ältesten Gemeindetheater in Nordamerika.

## Persönlichkeiten
Chagrin Falls ist oder war die Heimatstadt oder der Wohnsitz von:
- Lisa Banes (1955–2021), Film-, Fernseh- und Theaterschauspielerin
- Tim Conway (1933–2019), Komiker, hauptsächlich in Filmen der Walt Disney Company
- Casey Cott (* 1992), Schauspieler
- Joe Eszterhas (* 1944), Drehbuchautor von Hollywood-Filmen wie Flashdance und Basic Instinct
- Sonny Geraci (1947–2017), Sänger der Bands The Outsiders und Climax
- Lois Wilfred Griffiths (1899–1981), Mathematikerin und Hochschullehrerin
- Douglas Kenney (1946–1980), Mitbegründer des Magazins National Lampoon
- Bryan Malessa (* 1964), Romanautor
- Lee Unkrich (* 1967), Filmregisseur, u. a. Toy Story 3
- Bill Watterson (* 1958), Zeichner von Calvin and Hobbes
- Scott Weiland (1967–2015), Sänger der Stone Temple Pilots und von Velvet Revolver